# Aksjometr

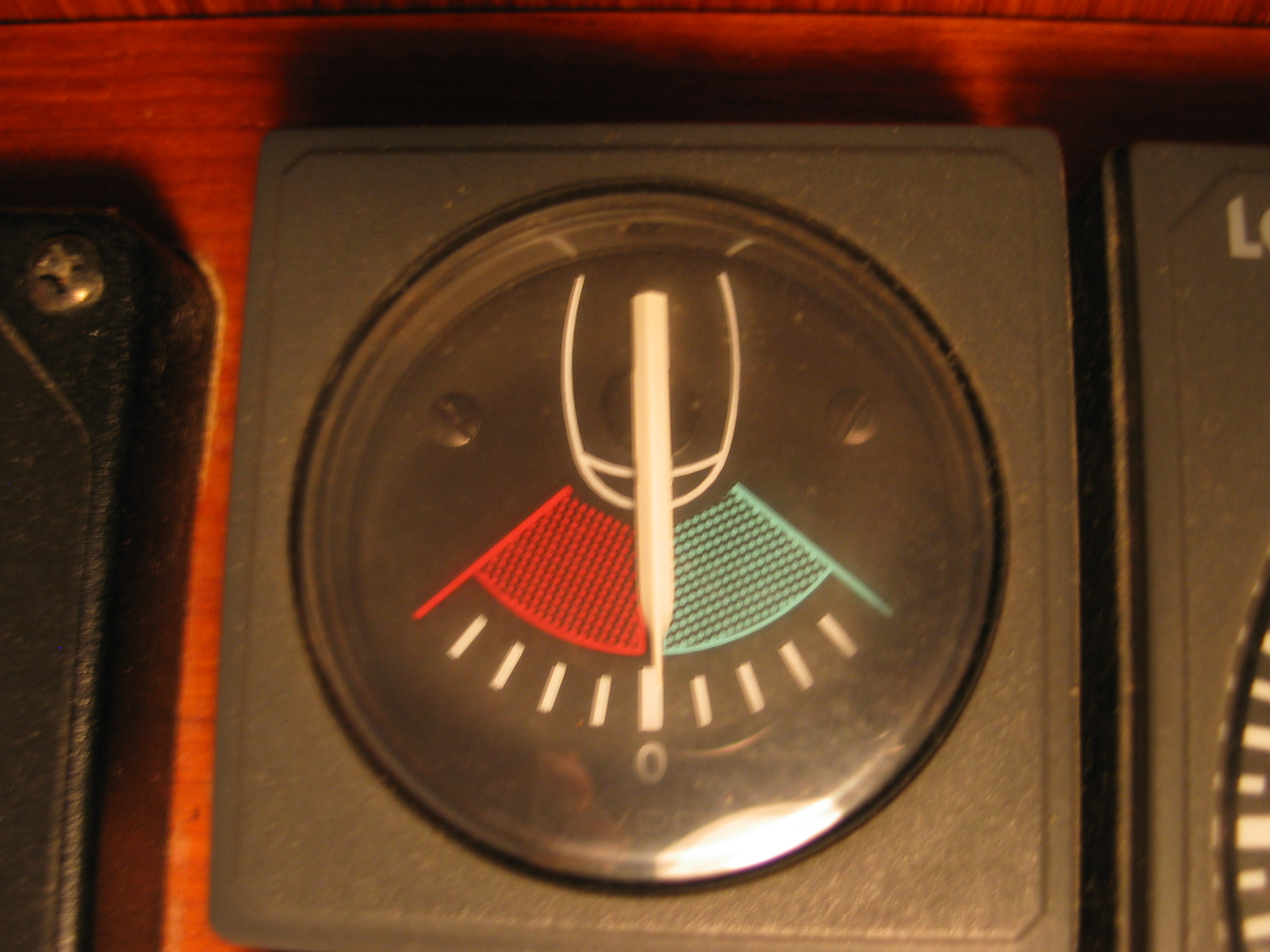
Aksjometr

Aksjometr – przyrząd pokazujący w stopniach wychylenie płetwy sterowej w stosunku do osi symetrii jednostki pływającej.